# 埃曼努埃莱·菲利伯托
埃曼努埃莱·菲利伯托·翁贝托·雷萨·西奥·雷尼·玛利亚·迪·萨伏依（義大利語：Emanuele Filiberto Umberto Reza Ciro René Maria di Savoia，1972年6月22日—），生于瑞士日内瓦，意大利王子，威尼斯亲王。意大利末代国王翁貝托二世的嫡孙；那不勒斯亲王维托里奥·埃曼努埃莱王子的独生子。
2023年，他放弃了法定继承人的地位，将繼承人之位传给了他的女儿萨伏依的维多利亚公主。